# NGC 4537
NGC 4537 (NGC 4542) je spiralna galaktika u zviježđu Lovačkim psima. Naknadno je utvrđeno da je NGC 4542 ista galaktika.

## Vanjske poveznice
- (engl.) SEDS: NGC 4537
- (engl.) Revidirani Novi opći katalog
- (engl.) Izvangalaktička baza podataka NASA-e i IPAC-a
- (engl.) Astronomska baza podataka SIMBAD
- (engl.) VizieR